# Stewart Wallace
Stewart Wallace (né le 21 novembre 1960 à Philadelphie) est un compositeur américain. Il a consacré une grande partie de sa carrière à composer des opéras expérimentaux tels Kabbalah (1989), centré sur la danse, et la pièce surréaliste Hopper's Wife (1992). Deux de ses opéras ont été présentés en avant-première au Houston Grand Opera, Where's Dick? (en) (1989) et Harvey Milk (1995), basé sur la vie de l'homme politique du même nom.
Son opéra le plus récent, The Bonesetter's Daughter, utilise un livret créé par Amy Tan à partir de la nouvelle du même nom. L'avant-première de The Bonesetter's Daughter fut présentée au War Memorial Opera House du San Francisco Opera en 2008.